# Peter Oleikiewitz

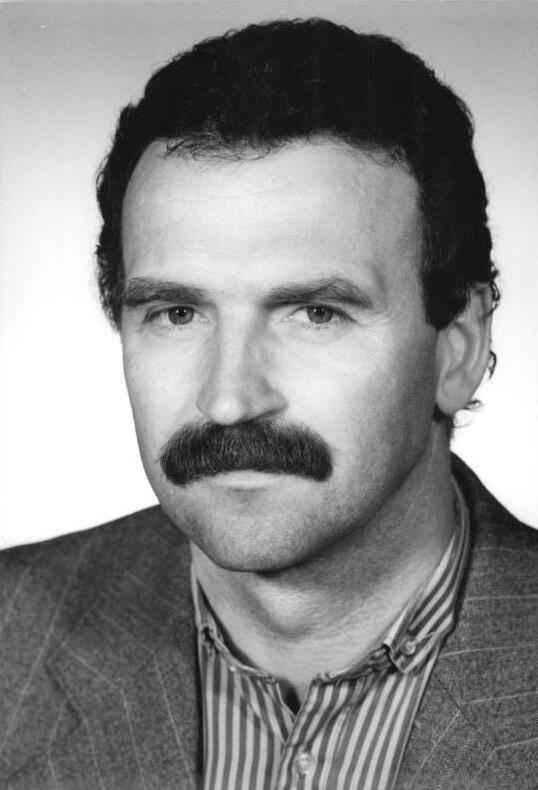
Peter Oleikiewitz (1990)

Peter Oleikiewitz (* 20. Januar 1946 in Dorfchemnitz) ist ein deutscher Politiker (SPD). Er war von 1990 bis 2006 Mitglied des Landtages von Sachsen-Anhalt.

## Leben und Beruf
Oleikiewitz begann nach dem Abschluss an der Polytechnischen Oberschule 1962 eine Bohrwerksdreherlehre im SKET. Anschließend holte er von 1964 bis 1966 sein Abitur an der ABF Halle nach. Nach Beendigung seines fünfjährigen Geologiestudiums an der Bergakademie Freiberg 1971 arbeitete er bis 1990 als wissenschaftlicher Mitarbeiter in der Abteilung Geologie im Rat des Bezirks Magdeburg.
Oleikiewitz ist verheiratet und hat zwei Kinder.

## Partei
Oleikiewitz trat 1990 in die SPD ein. Er war von 1992 bis 2003 Kreisvorsitzender des Bördekreises.

## Abgeordneter
Oleikiewitz war 1990 Mitglied der Volkskammer der DDR.
Ab 1990 vertrat Oleikiewitz den Wahlkreis Wanzleben im Landtag von Sachsen-Anhalt. Er wurde zuletzt über die Landesliste gewählt und trat 2006 nicht erneut an. 
Oleikiewitz war stellvertretender Vorsitzender des Ausschusses für Umwelt, stellvertretender Vorsitzender des Sonderausschusses zur Überprüfung der Mitglieder des Landtages sowie Mitglied im Ausschuss für Ernährung, Landwirtschaft und Forsten. Während der Flutkatastrophe 2002 war er Mitglied im Ausschuss für Hochwasser.
1990 bis 1994 war Oleikiewitz Mitglied des Gemeinderats von Dodendorf. Von 1999 bis 2004 war er Mitglied des Kreistages des Bördekreises und Vorsitzender der SPD-Kreistagsfraktion.

## Sonstiges
- Vorstandsvorsitzender der Stiftung Umwelt und Naturschutz Sachsen-Anhalt.

## Weblink
- Biografie von Peter Oleikiewitz. In: Wilhelm H. Schröder: Die Abgeordneten der 10. Volkskammer der DDR (Volkparl)

| Personendaten    | Personendaten                       |
| ---------------- | ----------------------------------- |
| NAME             | Oleikiewitz, Peter                  |
| KURZBESCHREIBUNG | deutscher Politiker (SPD), MdV, MdL |
| GEBURTSDATUM     | 20. Januar 1946                     |
| GEBURTSORT       | Dorfchemnitz                        |